# Supernova Cosmology Project
Supernova Cosmology Project (англ. проєкт космології наднових) — одна з двох дослідницьких груп, які визначили ймовірність прискорення Всесвіту і вимірювали космологічну сталу, використовуючи дані червоного зсуву для наднових зір типу Ia. Проєкт очолював Сол Перлмуттер з Національної лабораторії імені Лоуренса Берклі. До складу проєкту входили представники Австралії, Чилі, Франції, Португалії, Іспанії, Швеції, Великобританії та Сполучених Штатів .
Журнал Science назвав це відкриття «Проривом 1998 року», і разом з High-Z Supernova Search Team команда проєкту виграла Премію Грубера року з космології (2007) та Премію за важливе відкриття у фундаментальній фізиці (2015). У 2011 році Перлмуттер був удостоєний Нобелівської премії з фізики за цю роботу разом з Адамом Ріссом і Брайаном П. Шмідтом з групи High-z.

## Висновки
Як Supernova Cosmology Project, так і High-Z Supernova Search Team, очікували виявити, що Всесвіт або розширюється і потім стискається, або Всесвіт вічно розширюється з поступовим сповільненням швидкості. Однак у січні 1998 року Supernova Cosmology Project представив докази того, що розширення Всесвіту не сповільнюється, а, навпаки, прискорюється. Це підтвердило існування раніше передбаченого Ейнштейном Λ-члена, який був інтерпретований як темна енергія. Було виявлено, що на темну енергію припадає близько 70 % загальної маси Всесвіту.

## Перевірка теорії
Щоб визначити, що відбувається із Всесвітом, дослідникам довелося виміряти швидкість астрономічних об'єктів, які віддаляються від нас, а також те, наскільки далеко ці об'єкти насправді знаходяться. Швидкість визначалась за червоними зсувами спектральних ліній галактик. А для визначення відстаней потрібно було знайти стандартні свічки, достатньо яскраві, щоб їх можна було побачити за допомогою телескопів на великій відстані, на якій перебувають ці об'єкти. Дослідники вирішили використовувати в якості стандартних свічок наднові типу Ia.

## Методи
Наднові типу Ia є дуже яскравими стандартними свічками, що дозволяє обчислити їхню відстань до Землі за спостережуваною світністю. Наднові типу Ia рідко зустрічаються в більшості галактик, подібні події відбуваються лише два-три рази на тисячу років. До Supernova Cosmology Project було важко знайти наднові, використовуючи невеликі телескопи. Проте, регулярно скануючи нічне небо, астрономи знайшли десятки наднових, що дало їм достатньо спостережених даних для проведення дослідження.

## Учасники проекту
Члени команди:
- Сол Перлмуттер, Національна лабораторія Лоуренса Берклі
- Грегорі Олдерінг, Національна лабораторія Лоуренса Берклі
- Браян Дж. Бойл, Австралійський національний телескоп
- Шейн Бернс, коледж Колорадо
- Патрісія Кастро, Instituto Superior Técnico, Лісабон
- Уоррік Кауч, Суїнбернський технологічний університет
- Сузана Деустуа, Американське астрономічне товариство
- Річард Елліс, Каліфорнійський технологічний інститут
- Себатьєн Фаббро, Instituto Superior Técnico, Лісабон
- Олексій Філіппенко, Каліфорнійський університет, Берклі (пізніше член групи пошуку наднових зір High-z)
- Ендрю Фрухтер, Науковий інститут космічного телескопа
- Герсон Голдхабер, Національна лабораторія Лоуренса Берклі
- Аріель Губар, Стокгольмський університет
- Дональд Грум, Національна лабораторія Лоуренса Берклі
- Ізобель Гук, Оксфордський університет
- Майк Ірвін, Кембриджський університет
- Алекс Кім, Національна лабораторія Лоуренса Берклі
- Метью Кім
- Роберт Ноп, Університет Вандербільта
- Джулія С. Лі, Гарвардський університет
- Кріс Лідман, Європейська південна обсерваторія
- Томас Метісон, NOAO Gemini Science Center
- Річард Макмегон, Кембриджський університет
- Річард Мюллер, Каліфорнійський університет, Берклі
- Хайді Ньюберг, Політехнічний інститут Ренсселера
- Пітер Ньюгент, Національна лабораторія Лоуренса Берклі
- Нельсон Нунес, Кембриджський університет
- Рейнальд Пейн, CNRS-IN2P3, Париж
- Ніно Панагія, Науковий інститут космічного телескопа
- Карл Пенніпакер, Каліфорнійський університет, Берклі
- Роберт Квімбі, Техаський університет
- Пілар Руїс-Лапуенте, Університет Барселони
- Бредлі Е. Шефер, Університет штату Луїзіана
- Ніколас Волтон, Кембриджський університет